# Bettina Löbel
Bettina Löbel (* 29. November 1962 in Dresden, nach Heirat Bettina Mirsojan) ist eine ehemalige deutsche Schwimmerin, die für die DDR startete. Sie wurde 1979 und 1980 DDR-Meisterin über 200 m Brust. Ihren größten internationalen Erfolg hatte sie bei den Olympischen Spielen 1980 in Moskau, als sie Siebente über 200 m Brust wurde. Außerdem nahm sie am Wettbewerb über 100 m Brust teil, schied aber im Vorlauf aus. Bettina Löbel lebt heute in Moers und ist Mitglied beim Duisburger ST.